# Плопі (Васлуй)
Плопі (рум. Plopi) — село у повіті Васлуй в Румунії. Входить до складу комуни Бунешть-Аверешть.
Село розташоване на відстані 298 км на північний схід від Бухареста, 24 км на північний схід від Васлуя, 52 км на південний схід від Ясс, 149 км на північ від Галаца.

## Населення
За даними перепису населення 2002 року у селі проживали 356 осіб, з них 355 осіб (99,7%) румунів. Рідною мовою 355 осіб (99,7%) назвали румунську.